# 멜키 카브레라
멜키 아스타시오 카브레라(스페인어: Melky Astacio Cabrera, 1984년 8월 11일 ~ )는 도미니카 공화국 출신의 프로 야구 선수로 피츠버그 파이리츠의 조직을 위하여 활약하고 있다. 포지션은 외야수이고 뉴욕 양키스, 애틀랜타 브레이브스, 캔자스시티 로열스, 샌프란시스코 자이언츠, 토론토 블루제이스, 시카고 화이트삭스, 클리블랜드 인디언스를 위하여 활약하였다.
뉴욕 양키스와 자유 계약으로 선수 생활을 시작하였고 2005년 양키스에서 프로 무대 데뷔전을 가졌다. 2009년 애틀랜타 브레이브스로 트레이드로 가게 되었지만 2010년 시즌이 끝나고 방출을 당하였다. 2011년 캔자스시티 로열스와 계약을 하여 메이져 무대로 돌아와서 좋은 성적을 남기며 2012년 샌프란시스코 자이언츠와 계약을 하였다. 그해 올스타에 선정되고 메이저 리그 베이스볼 올스타전 최우수 선수상에도 선정이 되지만 금지 약물 복용으로 50경기 징계 처분을 받고 시즌을 끝마쳤다.

## 프로 경력

### 마이너 리그
2001년 11월 14일 카브레라는 17세의 나이로 뉴욕 양키스에 의하여 계약이 맺어져 1십 7만 5천 달러의 서명 보너스를 받았다. 2003년 그는 클래스 A 단기 시즌의 뉴욕-펜 리그에서 스태튼아일랜드 양키스를 위하여 활약하여 67개의 경기에 서 31개의 타점과 함께 .283 점을 타구하였다. 2004년 그는 클래스 A 중서부 리그의 배틀크릭 양키스로 승진되어 42개의 경기에서 16개의 타점과 함께 .333 점을 타구하였다. 그는 클래스 A로 진출한 플로리다 주립 리그의 탬파 양키스로 승진되어 시즌을 끝내는 데 85개의 경기에서 51개의 타점과 함께 .288 점을 타구하였다.

### 뉴욕 양키스

#### 2005년 - 메이저 리그 베이스볼 데뷔
2005년 카브레라는 더블 A 동부 리그의 트렌턴 선더와 함께 출발하여 106개의 경기에서 60개의 타점과 함께 .275 점을 타구하였다. 6월 말기에 그는 트리플 A 인터내셔널 리그의 컬럼버스 클리퍼스로 승진되어 9개의 경기에서 11개의 타점과 3개의 홈런과 함께 .324 점을 타구하였다. 6월 7일 그는 클리블랜드 인디언스를 상대로 양키 스타디움에서 중견수에서 자신의 메이저 리그 베이스볼 데뷔를 이루었다. 그는 그날 자신의 3번째 타석에서 자신의 첫 메이저 리그 안타인 1루타를 수집하였다. 다음날 그는 인디언스의 투수 클리프 리에 2 루 3 타로 가 자신의 첫 메이저 리그 득점을 매겼으나 그러고나서 6월 15일 펜웨이 파크에서 보스턴 레드삭스를 상대로 하나를 포함한 0 루 13 타로 가 희생이 큰 에러를 만들어 17 대 1의 패배가 있는 동안 파크 내부의 홈런에서 결과를 가져온 트롯 닉슨에 비구를 반칙하였다. 그는 다음날 17개의 경기를 위하여 트리플 A의 컬럼버스로 보내졌고, 그러고나서 계급이 떨어져 시즌을 끝내는 데 더블 A의 트렌턴으로 돌아갔다. 카브레라는 .211 점을 타구한 6개의 메이저 리그 경기를 활약하였다.

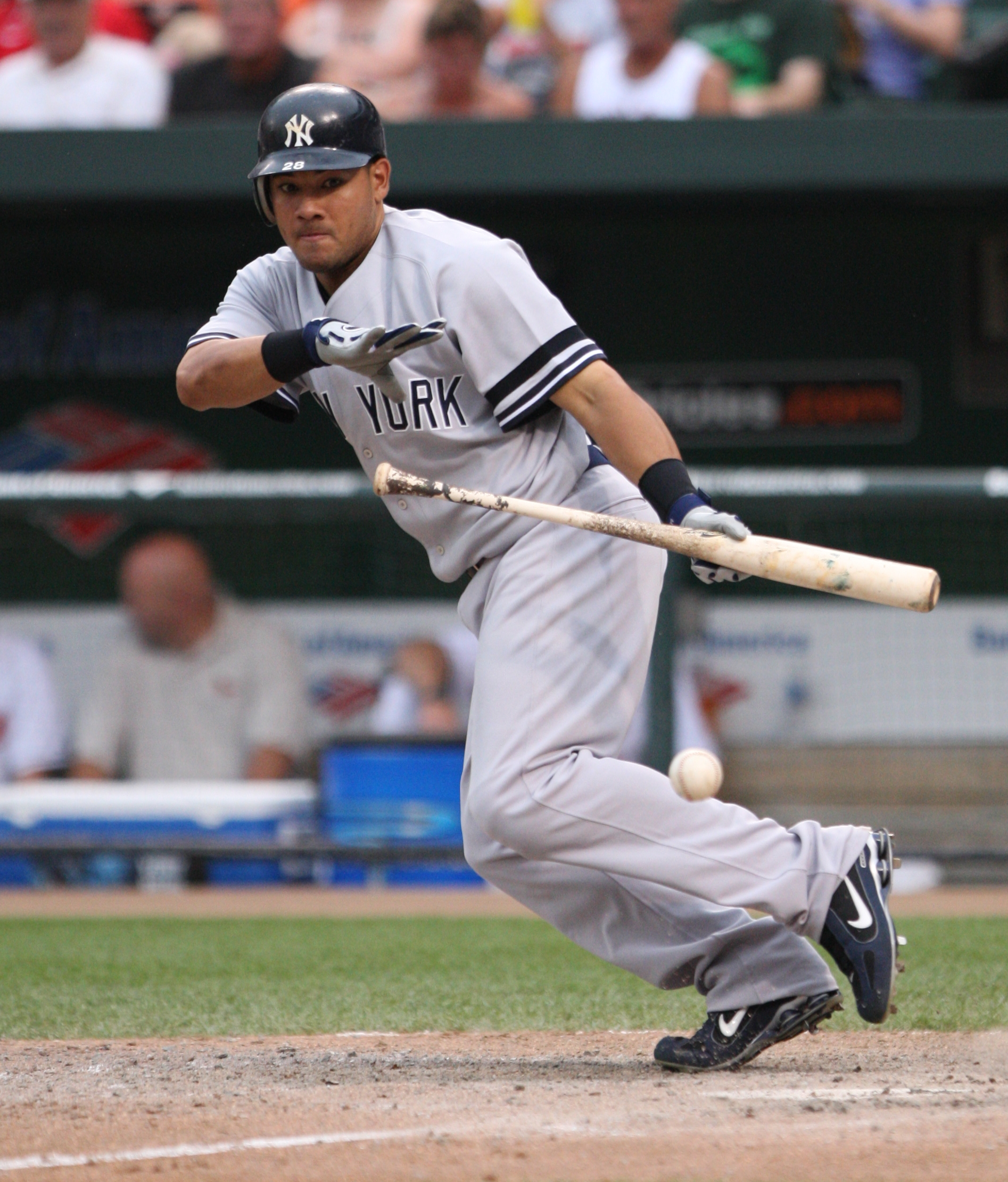
뉴욕 양키스를 위하여 번트하는 카브레라 (2007년)

#### 2006년 시즌
카브레라는 출발 외야수들 조니 데이먼과 버니 윌리엄스와 2006년 봄 훈련에서 많은 시간을 봐 월드 베이스볼 클래식에서 활약하였다. 그는 16개의 경기에서 .349 점을 타구하여 양키스에 인상을 주었으나 최후적으로 시즌의 시작에 트리플 A 컬럼버스로 보내졌다.
그는 트리플 A 컬럼버스에서 시즌을 강하게 시작하여 좌익수 마쓰이 히데키가 자신의 손목이 부러져 9월 12일까지 장애자 명단에 놓인 후, 5월 10일 소집되기 전에 31개 만의 경기에서 4개의 홈런과 24개의 타점과 함께 .385 점을 타구하였다. 카브레라는 좌익수에서 그를 대체하였고, 그달에 자신의 첫 10개의 경력 타점과 2개의 경력 도루와 함께 그달에 .318 점을 타구하였다. 5월 30일 자신의 경력에서 2번째 만을 위하여 선두 타자를 맡은 그는 자신의 첫 경력 4 안타 경기를 기록하여 4 루 6 타로 갔다. 그는 6월에 폭락하였으나 15일에 자신의 첫 메이저 리그 홈런을 쳤다. 6월 6일 레드삭스를 상대로 2 대 1 경기의 8번째 이닝에서 그는 좌익중앙에서 뛰어난 포구를 이루어 레드삭스의 강타자 매니 라미레스로부터 홈런을 차지하는 데 벽을 뛰어넘었다. 이 활약은 그해 시즌의 뛰어난 활약으로 카브레라에게 "야구에서 금년"의 상을 수상하였다.
카브레라는 7월 다시 열중하여 14개의 타점과 함께 .313 점을 타구하였다. 그는 자신의 첫 경력 그랜드 슬램과 함께 7월 5일 자신의 첫 경력 5개의 타점 경기를 가졌다. 7월 18일 그는 자신의 첫 경력 끝내기 홈런을 쳤다. 22세의 나이로 그는 끝내기 홈런을 치는 데 1953년 당시 21세의 미키 맨틀에 2번째로 최연소 선수였다. 그는 12개의 외야 보조와 함께 리그에서 2위로 동점을 매긴 2006년 시즌을 끝냈다. 130개의 경기에서 카브레라는 7개의 홈런과 50개의 타점과 함께 .280 점을 타구하였다.

#### 2007년 시즌
카브레라는 2007년 시즌의 시작에서 4번째 외야수로서 넣어졌다. 그는 분투하여 4월 .200 점만을 타구하고, 5월 제한된 활약 시간과 함께 .254 점을 타구하였다. 그는 6월 1일 제이슨 잠비가 장애자 명단에 놓였을 때 시즌에 .223 점을 타구하여 데이먼이 잠비의 지명 타자 역할을 맡고, 카브레라가 데이먼으로부터 중견수를 차지하면서 그에게 더많은 활약 시간을 주었다. 이 후에 그는 자신의 5개의 홈런 중 3개와 36개의 타점 중 21개와 함께 .320 점을 타구하였다. 그는 또한 7월 1일부터 17일까지 13개의 연속적 안타를 가지기도 하였다. 그달에 보비 애브루가 분투하는 동안 카브레라는 데릭 지터가 3루타를 칠 수 있도록 하는 데 2루타를 치고, 양키스의 출발 중견수로서 자신을 굳혀 잠비가 장애자 명단으로부터 복귀한 후 지명 타자의 타석을 위하여 데이먼과 붙는 원인을 일으켰다. 카브레라는 지속적으로 4구에 의한 출루의 역할을 얻는 동안 19개의 경기의 경력 사상 연속적 안타를 가졌다. 7월 31일의 이적 최종 기한에 대비하여 텍사스 레인저스는 카브레라를 위한 교환에서 양키스의 총지배인 브라이언 캐시먼에게 그들의 최종회 에릭 가녜를 제공하였으나 캐시먼을 거절하고, 카브레리는 시즌을 위하여 외야 보조(16)에서 3위를 위하여 동점을 매기러 갔다. 그해를 끝내는 데 150개의 경기에서 카브레라는 8개의 홈런과 73개의 타점과 함께 .273 점을 타구하였다.

#### 2008년 시즌
카브레라는 2008년의 봄 훈련 경기에서 탬파베이 레이스를 상대로 벤치를 제거하는 싸움에 연루되었다. 메이저 리그 베이스볼은 싸움에서 카브레라가 레이스의 수퍼스타 3루수 에반 롱고리아를 주먹으로 치는 것을 보여준 비디오를 봤다고 주장하고, 동료 선수 셸리 덩컨과 더불어 그를 2개의 경기를 위하여 출장 정지를 내렸다. 3루 코치 보비 미챔과 타격 코치 케빈 롱도 또한 싸움에서 자신들의 실행들로 비밀에 붙여진 양의 벌금을 물게 되었다.
카브레라는 2008년 양키스를 위하여 충분한 것보다 적은 타자였다. 중견수에서 그의 수비와 강한 던지는 팔이 그의 부족한 타구 평균을 위하여 이루어질 수 없었다. 8월 초순에 양키스의 감독 조 지라다는 그를 4번째 외야수로 떨어뜨려 데이먼을 다시 일상의 중견수로 만들었다. 8월 15일 카브레라는 트리플 A의 스크랜턴/윌키스배어 양키스로 떨어졌으나 9월 5일 그를 다시 불렀다. 그해 129개의 경기를 활약한 카브레라는 .249의 타구 평균, 8개의 홈런과 37개의 타점과 함께 끝냈다.

#### 2009년 시즌
2008년 시즌 후, 양키스는 베테랑 외야수 마이크 캐머론을 위하여 밀워키 브루어스로 카브레라를 이적시키는 데 가까이 왔다. 양키스와 남아있던 카브레라는 출발 중견수를 위하여 브렛 가드너와 경쟁하였는 데 가드너가 이기고, 다시 한번 지라디 감독에 의하여 백업 역할로 카브레라를 내려앉혔다. 하지만 4월 22일 카브레라는 새로운 양키 스타디움에서 첫 끝내기 안타를 치고, 양키스의 9 대 7의 우승을 위하여 14번째 이닝의 말기에서 2 득점 홈런을 쳤다. 4월 후순 가드너의 폭락과 카브레라의 화려한 활약의 연속과 함께 카브레라는 다시 한번 출발 중견수가 되었다. 그는 5월 "이번 달의 메이저 리그 베이스볼 클러치 상연 선수" 상을 수상하였다.
8월 2일 그는 1995년 9월 3일 토니 페르난데스가 한 이래 순환을 위하야 타구하는 데 첫 양키스의 선수가 되었다. 홈런은 그의 시즌의 10번째로 개인적 사상 신기록이었다. 그는 또한 경기에서 자신의 200번째 경력 타점을 수집하고, 154개의 경기에서 .274의 타구 평균, 13개의 홈런과 68개의 타점과 함께 시즌을 끝냈다. 양키스는 103 승 59 패의 기록과 함께 시즌을 끝내고, 결국적으로 필라델피아 필리스에 월드 시리즈를 우승하여 카브레라에게 그의 첫 챔피언십 타이틀과 팀에게 전체 27번째 타이틀을 주었다.

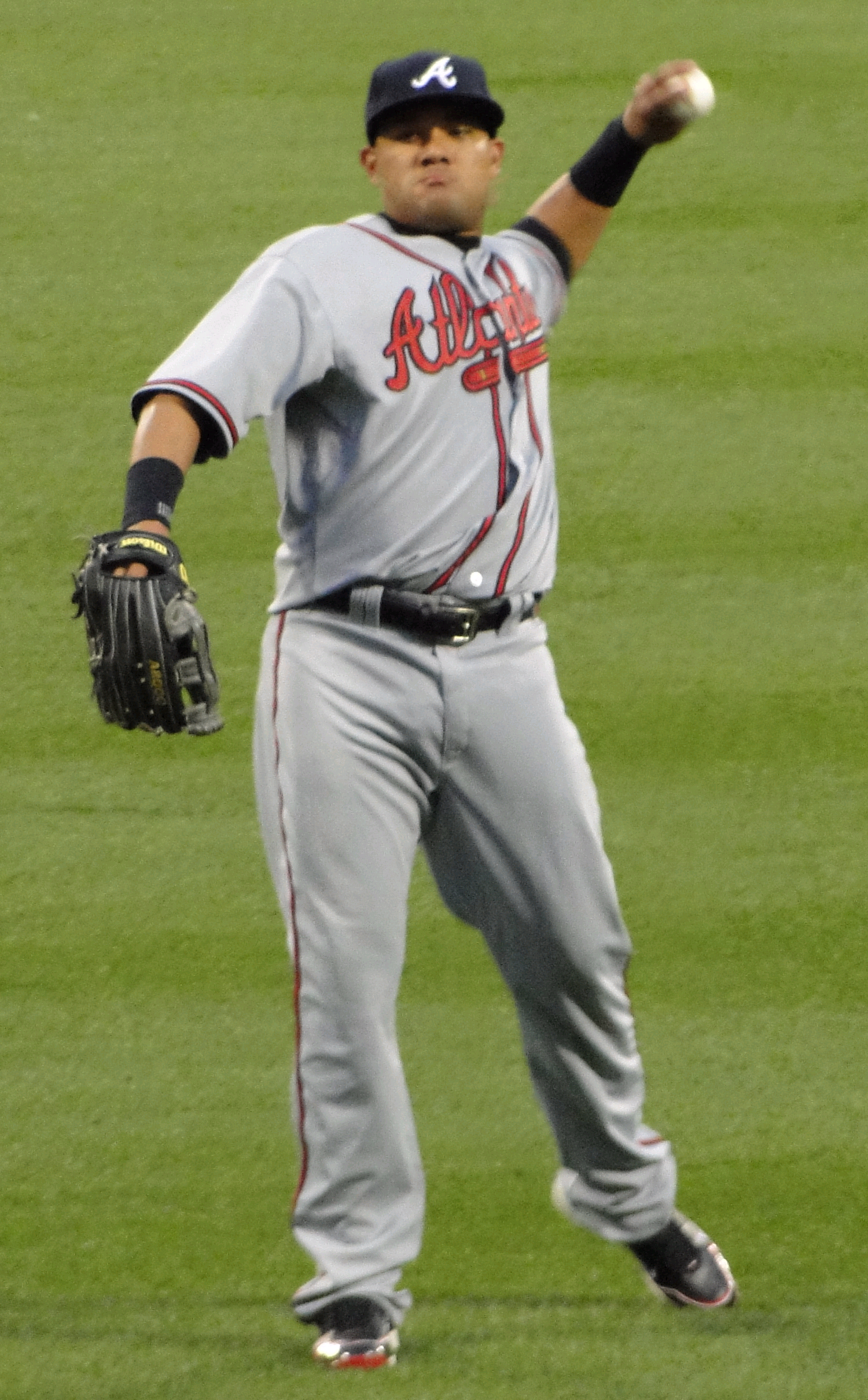
애틀랜타 브레이브스 활약 시절 (2010년)

### 애틀랜타 브레이브스
2009년 12월 22일 양키스는 카브레라가 애틀랜타 브레이브스와 1년, 3.1백만 달러의 거래에 계약을 맺은 후, 하비에르 바스케스와 분 로건을 위하여 마이크 던과 전망의 투수 아로디스 비스카이노와 함께 카브레라를 브레이브스로 이적시켜 중재를 피하였다.
카브레라는 2010년 브레이브스를 위하여 115개의 경기에서 4개의 홈런과 42개의 타점과 함께 .255 점을 타구하였고, 샌프란시스코 자이언츠를 상대로 그해 내셔널 리그 디비전 시리즈에서 0 루 8 타로 갔다. 그는 브레이브스를 위하여 8번째로 타구하였고, "뚱뚱한 몸메"로 묘사되어 자신의 몸무게를 빼는 데 자신의 경력에 관하여 충분히 부지런하지 못하였다. 브레이브스는 10월 19일 그를 내보냈다.

### 캔자스시티 로열스
12월 9일 카브레라는 캔자스시티 로열스와 1년, 1.25백만 달러의 계약을 맺어 견실히 출발하고 정렬의 도중에 타구하는 기회를 위하여 열망하였다.
자신의 2011년 발진 시즌에 그는 201개와 함께 안타에서 아메리칸 리그 4위를 하는 동안 타점 (87), 매긴 득점 (102), 도루 (20), 홈런 (18)과 타구 평균 (.305)에서 경력 사상 기록을 세우고, 시즌에서 최소한 200개의 안타를 기록하는 데 6번째 로열스 선수가 되었다.

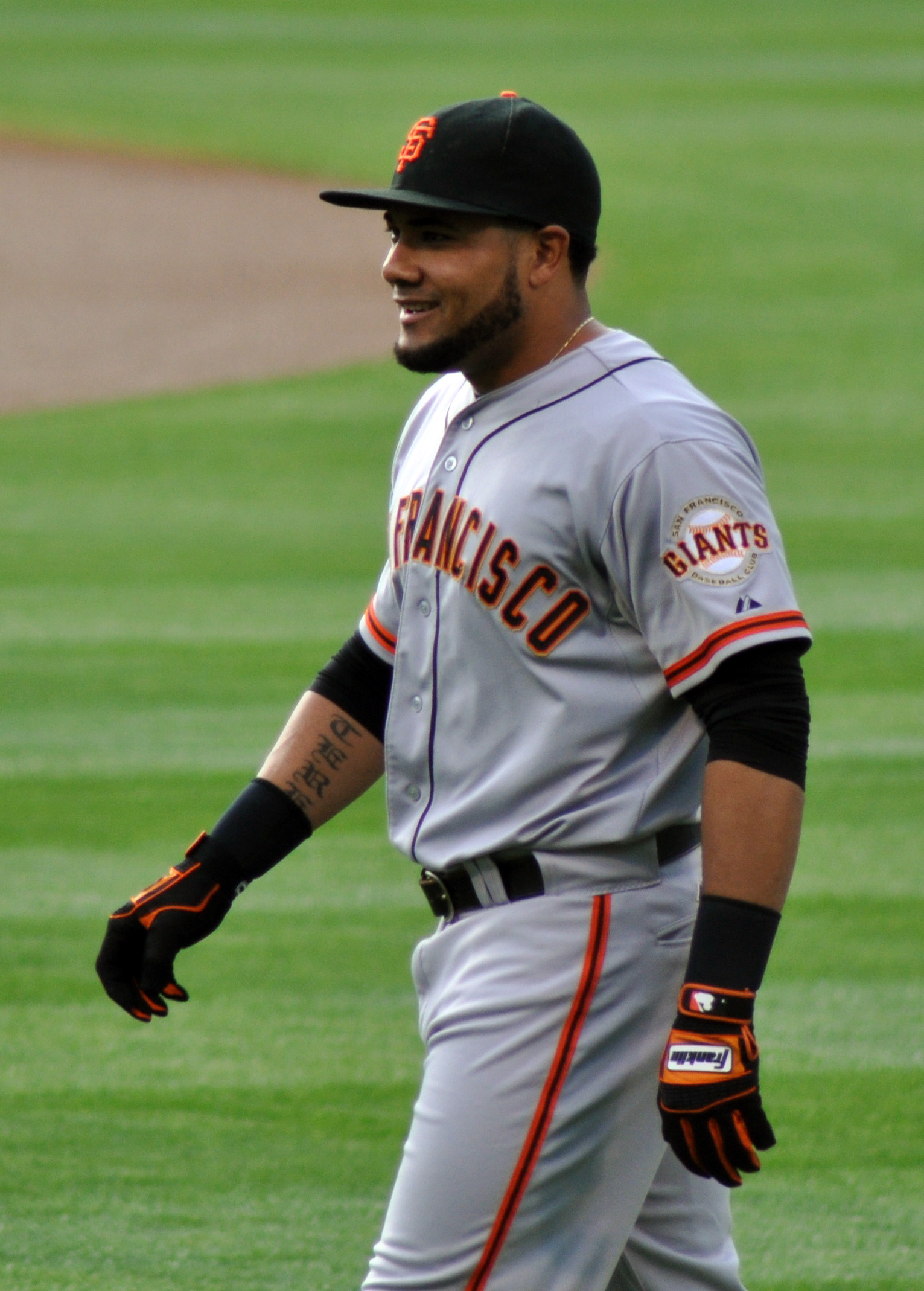
샌프란시스코 자이언츠와 함께 (2012년)

### 샌프란시스코 자이언츠 - 도핑 논쟁
11월 7일 로열스는 조너선 산체스와 마이너 리그 투수 라이언 버두고를 위하여 카브레라를 자이언츠로 이적시켜 자신들의 출발 회전을 지지하고 로렌조 케인을 위한 중견수를 허가하는 데 추구하였다.
카브레라는 .275의 타구 평균과 함께 2012년을 시작하였으나 5월 29일 50개와 함께 샌프란시스코 자이언츠 역사상 5월에 이번 달의 가장 많은 안타를 위하여 윌리 메이스를 앞섰다. 다음날 밤 그는 51개와 함께 아무 달에 가장 많은 안타를 위하여 랜디 윈의 자이언츠 기록을 동점매겼다.
그의 뜨거운 타구는 7,421,784개의 투표와 함께 캔자스시티에서 열린 2012년 메이저 리그 베이스볼 올스타 경기를 위하여 3개의 외야수 포지션 중의 하나를 그에게 주어 그해에 내셔널 리그의 외야수에 의하여 받아진 가장 높은 수였다. 그는 첫 이닝에서 1루타를 치고, 4번째 이닝에서 2개의 득점 홈런을 쳤으며 내셔널 리그의 8 대 0의 완봉 우승에서 올스타 경기 MVP로 투표되어 2개의 타점과 함께 2 루 3 타로 갔다. 그는 올스타 경기의 MVP로서 명예를 얻는 데 5번째 자이언츠 선수였다.
그해 8월 15일 카브레라는 약물 복용의 높은 수준으로 명확성이 시험되어 50개의 경기들을 위하여 출장 정지를 당하여 메이저 리그 베이스볼이 금지한 경기력 향상 약물의 복용을 암시하였다. 그는 금지 약물을 사용한 것을 인정하여 출장 정지를 받아들이는 데 강요되었다. 출장 정지는 즉시 유효하여 2012년 시즌의 나머지를 위하여 카브레라가 더욱 나가서의 부분을 차지하지 않는 것을 의미하였다. 출장 정지는 또한 만약 자이언츠가 포스트시즌에서 충분한 경기들을 활약한다면 2013년 시즌을 시작하는 데 또한 그를 제외하려고 하였다. 그의 출장 정지에 대비하여 그는 159개의 안타와 함께 메이저 리그를 이끌었고, .346의 타구 평균과 함께 내셔널 리그에서 2위였다. 그는 18개의 기회에서 11개의 홈런, 10개의 3루타, 60개의 타점과 13개의 도루와 함께 출장 정지로 짧아진 시즌을 끝냈다. 카브레라의 제휴자들 중의 하나는 1만 달러를 위하여 웹사이트를 매입하고, 명확성의 시험이 그 웹사이트를 통하여 팔려진 실질에 의하여 일으켜진 것을 주장하여 그의 출장 정지를 도전하는 데 카브레라를 허용한 방향에서 그 내용들을 위조하였으나 메이저 리그 베이스볼의 공무원들과 연방 수사관들은 카브레라에게 웹사이트를 더듬어 올라가는 데 변론을 이용하였다. 자신의 요청에 카브레라는 그해 내셔널 리그 타구 타이틀을 우승하는 데 부적격한 것으로 지배되었다.
자이언트가 포스티시즌의 위치를 결말 지으면서 카브레라의 출장 정지는 공식적으로 그해 내셔널 리그 챔피언십 시리즈가 열리는 동안 만기 되었다. 출장 정지가 만기 되었어도 팀은 포스트시즌의 나머지를 위하여 카브레라를 제외하고 그를 제한적 명단으로 되돌리기로 결정하였다. 자이언츠는 디트로이트 타이거스에 2012년 월드 시리즈를 우승하러 갔다. 자신의 출장 정지에 불구하고, 카브레라는 자신의 출장 정지 전에 팀으로 자신의 공헌들로 인하여 월드 시리즈 링을 받았다.

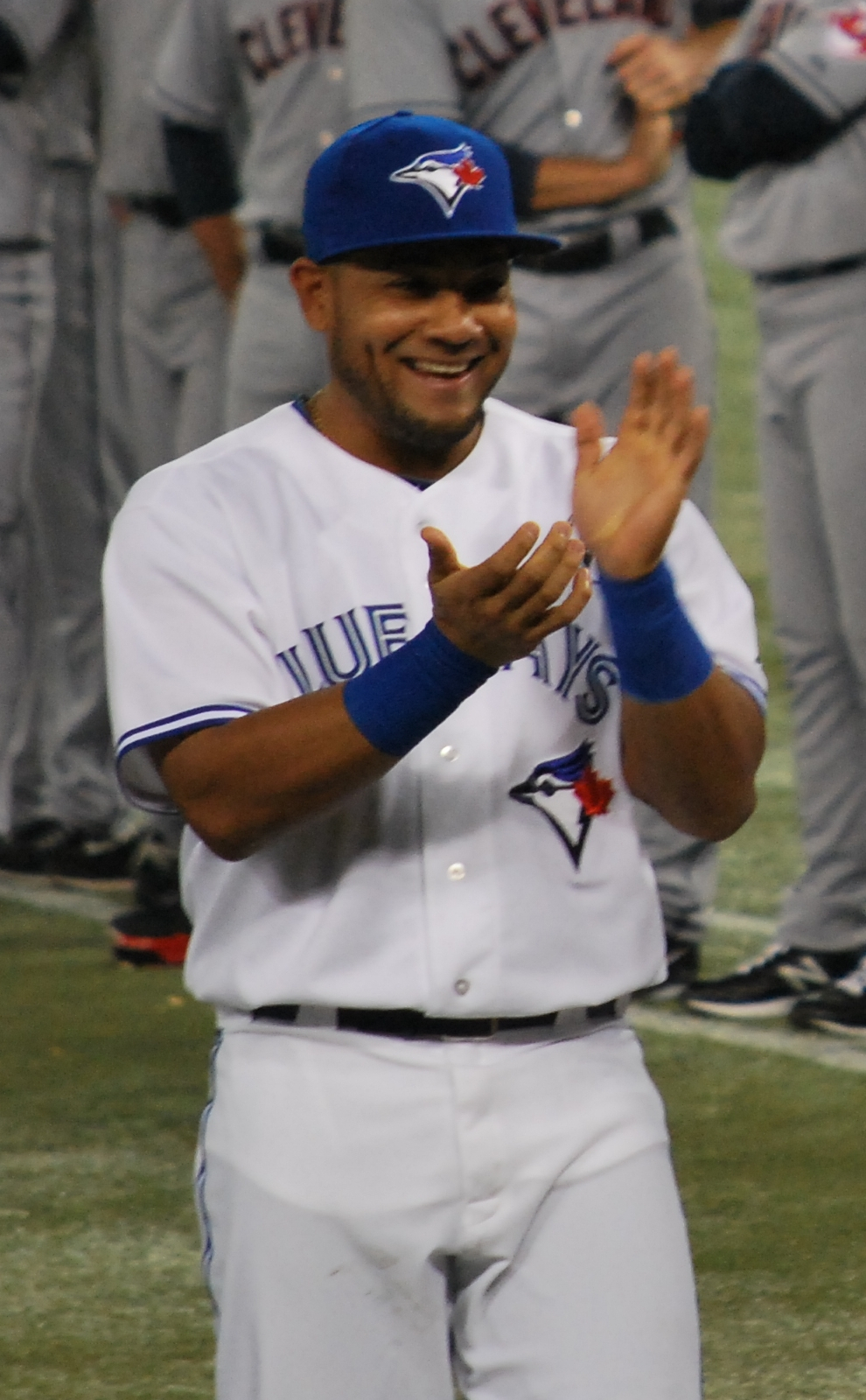
토론토 블루제이스와 함께 2013년 오프닝 데이에서

### 토론토 블루제이스

#### 2013년 시즌
카브레라는 2012년 11월 19일 토론토 블루제이스와 함께 1천 6백만 달러를 위한 2년 계약을 맺었다. 2013년 4월 9일 타이거스를 상대로 경기에서 카브레라는 출발 선수 아니발 산체스에 친 1루타에 자신의 1,000번째 경력 안타를 기록하였다. 카브레라는 정규 시즌의 첫 2달을 통하여 쓰라린 햄스트링과 사두근을 싸웠으나 부상들은 장애자 명단에 시간을 보증하지 않았다. 카브레라는 자신의 다리에 휴식을 주는 데 후반의 이닝에서 경기로부터 때때로 물러나게 되었다.
6월 초순에 메이저 리그 베이스볼이 카브레라를 포함한 생물속생설에 연루된 선수들을 위하여 출장 정지를 수행한다고 보고되었다. 카브레라는 메이저 리그 베이스볼이 더욱 나가서 생물속생설의 제품들을 매입하기 위하여 익명을 이용하여 자신들의 금지 약물의 이용을 보상하려는 스캔들에서 연루된 선수들을 출장 정지 시키는 데 계획을 세우면서 2012년의 정규 시즌의 말기에 50개 경기의 출장 정지를 지낸 부주위한 보충의 징벌을 향할 수 있었다. 카브레라는 2번째 출장 정치에 관한 사색에 응답하여 "만약 그들이 나를 다시 출장 정지를 시킨다면, 난 내가 이미 나의 선고를 보낸 이유로 그것이 가혹한 처벌이라고 생각한다. 그러나 그것은 그들 마음이다. 난 내가 이미 나의 선고를 보냈다고 믿으며, 특히 플레이오프들을 놓쳤다. 그것이 나를 가장 많이 아프게 한 것이다."라고 말하였다.
카브레라는 왼쪽 무릎에 생긴 건염의 이유로 6월 27일 15일간 장애자 명단에 놓였다. 팬과 선수의 총아 가와사키 무네노리는 카브레라의 출석 자리를 차지하는 데 소집되었다. 카브레라는 7월 21일 장애자 명단으로부터 돌아와 자신의 왼쪽 무릎에 생긴 염증과 함께 15일간 장애자 명단으로 돌아가기 전에 10개의 경기에서 활약하였다. 닐 와그너가 카브레라의 출석 자리를 차지하는 데 소집되었다.
8월 5일 카브레라는 생물속생설 조사의 해결에 이어 출장 정지를 당하지 않은 연루된 몇몇의 선수들 중에 있었다. 그 일은 8월 8일 카브레라가 왼쪽 무릎 부상을 위하여 최소한 9월까지 정렬의 밖으로 있을 것이라고 보고되었다. 존 기븐스 감독은 8월 22일 기자들에게 카브레라가 시즌의 나머지를 위하여 활약하지 않을 것이라고 말하였다. 9월 7일 블루제이스의 총지배인 알렉스 앤소풀로스는 기자들에게 8월 30일 카브레라가 자신의 등뼈로부터 양성 종양을 빼는 데 성공적인 수술을 받았다고 말하였다. 그해 88개의 경기로 짧아진 카브레라는 3개의 홈런과 30개의 타점과 함께 .297 점을 타구하였다.

#### 2014년 시즌
자신의 오프시즌 수술로부터 회복된 카브레라는 2014년 봄 훈련에 완전히 활약하고, 각각 30개와 10개와 함께 훈련 동안 안타와 2루타에서 메이저 리그를 이끌었다. 그는 봄 훈련의 결승 경기에서 하나 만의 홈런을 치고, 3월 29일 몬트리올에서 뉴욕 메츠에 2 대 0으로 블루제이스가 우승하는 도움을 주는 데 2개의 득점 탄환이었다. 4월 4일 카브레라는 다나카 하사히로를 상대로 타구를 치는 데 첫 메이저 리그 베이스볼 선수가 되어 그에 선두 솔로 홈런을 쳤다. 그는 연속적 4개의 경기 홈런을 기록하여 이전 시즌으로부터 홈런의 총계에 최고를 이루었다. 카브레라는 4월 13일 시즌을 오픈하는 데 자신의 13번째 연속적 경기에서 타구하면서 블루제이스의 팀 기록을 깼다. 그는 시즌을 오픈하즌 데 지속적으로 자신의 뜨거운 타구를 쳐 4월 29일 로열스를 상대로 경기에서 자신의 40번째 안타를 기록할 때 5월 1일에 대비하여 또다른 블루제이스의 프랜차이즈 신기록을 세웠다. 5월 1일 그와 동료 선수 마크 부얼은 4월을 위한 "이번 달의 혼다 선수" 상의 공동 수상자로 임명되었다. 카브레라는 6월 26일 양키 스타디움에서 자신들의 17개 연속적 경기 패배를 깨며 블루제이스를 돕는 데 자신의 500번째 경력 타점을 기록하였다. 8월 10일 카브레라는 19개의 이닝에서 타이거스에 6 대 5로 우승에서 5개의 4구에 의한 출루의 팀 기록을 매겨 프랜차이즈 역사상 장기적 경기였다. 그는 또한 1972년 명예의 전당 헌액자 로드 캐루 이래 하나의 경기에서 8번이나 본루에 도달하는 데 첫 선수가 되었다.
9월 5일 보스턴 레드삭스를 상대로 경기에서 카브레라는 3번째 이닝에서 본루로 도로 몰아내는 동안 부상을 당하여 경기를 떠났다. 그는 경기에 남아있었으나 6번째 이닝에서 다음 타석 동안 나와 X-레이를 찍으러 데려가졌다. 그는 자신의 오른쪽 새끼손가락이 부러져 수술을 받아야 하면서 자신의 2014년 시즌을 끝냈다. 그의 부상 당시 그는 171개의 안타를 가져 호세 알투베에 밀려 리그에서 2위였으며, .301의 타구 평균을 가졌다. 블루제이스와 자신의 2년 계약의 말기로 온 카브레라는 팀과 재계약을 맺는 욕망을 표현하였다. 11월 1일 블루제이스는 그가 후에 거절한 15.3백만 달러를 위하여 카브레라에게 합격한 제공을 확장시켰다.

### 시카고 화이트삭스
2014년 시즌 후, 카브레라는 시카고 화이트삭스와 함께 3년, 4천 2백만 달러의 계약을 맺었다. 2015년 화이트삭스와 자신의 첫 시즌에 카브레라는 158개의 경기를 활약하여 36개의 2루타, 12개의 홈런과 77개의 타점과 함께 .273 점을 타구하였다. 2016년 화이트삭스와 자신의 2번째 시즌에 카브레라는 151개의 경기를 활약하여 14개의 홈런과 함께 .296 점을 타구하였다. 로열스로 이적되기 전 화이트삭스와 자신의 3번째 해에 카브레라는 98개의 경기에서 13개의 홈런과 56개의 타점과 함께 .295 점을 타구하였다.

### 로열스로 복귀
화이트삭스는 2017년 6월 30일 A. J. 퍼켓과 안드레 데이비스를 위하여 카브레라를 로열스로 이적시켰다.

### 클리블랜드 인디언스
2018년 4월 25일 카브레라는 클리블랜드 인디언스와 마이너 리그 계약을 맺었다. 5월 20일 그는 인디언스에 의하여 소집되었다. 카브레라는 6월 14일 직위를 위하여 지명되어 6월 18일 기권을 제거하여 자유 계약 선수로 선출되었다. 그는 7월 5일 인디언스와 함께 마이너 리그에 재계약을 맺었다. 인디언스는 7월 20일 카브레라의 계약을 매입하였다. 10월 29일 그는 자유 계약 선수로 선출하였다.

### 피츠버그 파이리츠
2019년 2월 10일 카브레라는 봄 훈련으로 초청을 포함한 피츠버그 파이리츠와 마이너 리그 계약을 맺었다.

## 개인 생활
오프시즌에 카브레라는 마이애미에 살고 있다. 카브레라와 로빈슨 카노는 마이너 리그에서 동료 선수로서 가까운 친구가 되었다. 그는 도미니카 공화국에 아들 멜키 주니어와 뉴욕과 올랜도에서 자신들의 각각 모친과 살고 있는 2명의 딸을 두었다. 양키스를 둘러싼 그의 별명은 스페인어로 "우유"를 의미하는 "Leche"였다. 자이언츠와 함께 할 동안 그는 자신의 51개 안타를 기록하면서 AT&T 파크에서 "The Melkmen"이라고 불린 응원 섹션을 가졌다.
카브레라는 자신의 모국에서 자선 업무에 관련되었다.

## 명예와 수상
- 퓨처스게임 선발 (2005년)
- "올해의 선수" 상 (GIBBY 상) (2006년)
- 2009년 월드 시리즈 챔피언
- 2012년 메이저 리그 베이스볼 올스타
- 2012년 메이저 리그 베이스볼 올스타 경기 MVP

## 연도별 타격 성적
| 연 도     | 소 속     | 경 기 | 타 석 | 타 수 | 득 점 | 안 타 | 2 루 타 | 3 루 타 | 홈 런 | 루 타 | 타 점 | 도 루 | 도 루 자 | 희 생 번 | 희 생 플 | 볼 넷 | 고 4 | 사 구 | 삼 진 | 병 살 타 | 타 율 | 출 루 율 | 장 타 율 | O P S |
| --------- | --------- | ----- | ----- | ----- | ----- | ----- | ------- | ------- | ----- | ----- | ----- | ----- | -------- | -------- | -------- | ----- | ---- | ----- | ----- | -------- | ----- | -------- | -------- | ----- |
| 2005년    | NYY       | 6     | 19    | 19    | 1     | 4     | 0       | 0       | 0     | 4     | 0     | 0     | 0        | 0        | 0        | 0     | 0    | 0     | 2     | 0        | .211  | .211     | .211     | .422  |
| 2006년    | NYY       | 130   | 524   | 460   | 75    | 129   | 26      | 2       | 7     | 180   | 50    | 12    | 5        | 5        | 1        | 56    | 3    | 2     | 59    | 9        | .280  | .360     | .391     | .751  |
| 2007년    | NYY       | 150   | 612   | 545   | 66    | 149   | 24      | 8       | 8     | 213   | 73    | 13    | 5        | 10       | 9        | 43    | 0    | 5     | 68    | 14       | .273  | .327     | .391     | .718  |
| 2008년    | NYY       | 129   | 453   | 414   | 42    | 103   | 12      | 1       | 8     | 141   | 37    | 9     | 2        | 4        | 3        | 29    | 5    | 3     | 58    | 11       | .249  | .301     | .341     | .642  |
| 2009년    | NYY       | 154   | 540   | 485   | 66    | 133   | 28      | 1       | 13    | 202   | 68    | 10    | 2        | 4        | 4        | 43    | 4    | 4     | 59    | 15       | .274  | .336     | .416     | .752  |
| 2010년    | ATL       | 147   | 540   | 458   | 50    | 117   | 27      | 3       | 4     | 162   | 42    | 7     | 1        | 5        | 3        | 42    | 11   | 1     | 64    | 15       | .255  | .317     | .354     | .671  |
| 2011년    | KC        | 155   | 706   | 658   | 102   | 201   | 44      | 5       | 18    | 309   | 87    | 20    | 10       | 7        | 5        | 35    | 3    | 1     | 94    | 12       | .305  | .339     | .470     | .809  |
| 2012년    | SF        | 113   | 501   | 459   | 84    | 159   | 25      | 10      | 11    | 237   | 60    | 13    | 5        | 1        | 5        | 36    | 4    | 0     | 63    | 8        | .346  | .390     | .516     | .906  |
| 통산：8년 | 통산：8년 | 984   | 3864  | 3498  | 486   | 995   | 186     | 30      | 69    | 1488  | 417   | 84    | 30       | 36       | 30       | 284   | 30   | 16    | 467   | 77       | .284  | .338     | .414     | .752  |

- 2012년 기준

## 같이 보기
- 올림픽 야구 메달리스트 목록